# Geothlypis aequinoctialis
El arañero cara negra o mascarita equinoccial (Geothlypis aequinoctialis) es una especie de ave paseriforme de la familia Parulidae propia de América del Sur. Existen dos poblaciones disjuntas en el norte y el sur de Sudamérica.
Su hábitat de apareamiento son marismas  y otras áreas húmedas con densa vegetación baja.  Es menos común hallarla en sitios secos arbustivos. Pone dos huevos blancos con pintas rojo pardas en un nido coposo en el pasto o vegetación más alta.
Mide 13 cm de largo y pesa 13 g; dorso amarillo verdoso, vientre amarillo brillante, y pico negro.  El macho adulto tiene una máscara negra, bordeada de gris.  La hembra es similar, pero carece de la máscara negra, y es de colores ligeramente más apagados, y grisáceo a los lados de la cabeza, con anillos amarillos oculares, y tiras amarillas del pico a los ojos.
Se distinguen fácilmente del  ave migratoria invernante Geothlypis trichas por sus partes ventrales uniformemente amarillas, mientras el ave norteamericana las tiene blancas.
Viven habitualmente en casales, y no se asocian con otras especies. Con frecuencia se esconden, y salen ocasionalmente, especialmente para cantar.  Comen insectos, incluyendo orugas, que suelen capturar en la densa vegetación.  Su llamada es un rápido gorjeo, bastante distinto al de otras spp. de Geothlypis, suena a  chip.
Esta especie puede diseminarse por Centroamérica debido a la deforestación.

## Taxonomía
Hay 5 subespecies, difiriendo en tamaño, patrón de cabeza del macho, y canto.  La forma centroamericana es a veces considerada una especie separada,  y las dos razas del Pacífico son también frecuentemente consideradas una sola especie. Recientes estudios genéticos sugieren que la subespecie del sur sudamericana podría merecer un estatus específico.  Las poblaciones son:
- La raza nominal, Geothlypis aequinoctialis, descrita arriba, se aparea en el norte de Colombia, norte de Venezuela  y  Trinidad.  Su canto es un gorjeado ti-chi-chi tichiwit tichiwit.
- Geothlypis aequinoctialis velata  del centro de Sudamérica, desde Bolivia al sur de Brasil al centro de Argentina.  Es ligeramente más pequeña que  aequinoctialis,  y el macho tiene una máscara negra más angosta,  con una ancha banda gris que se extiende hasta el cogote. Su reclamo es más largo, más rápido y más gorjeado que la raza norteña.
- Geothlypis aequinoctialis auriculata y  Geothlypis aequinoctialis peruviana, de las costas  del Pacífico en el oeste de Ecuador y noroeste de Perú. Macho con su máscara negra restringida al área detrás del ojo y hacia el pico, y una delgada banda en el testuz. Peruviana,  la forma más norteña, es similar en tamaño a aequinoctialis, pero auriculata es notablemente más pequeña. Su reclamo es un  chillón wi wi wi wiiu wiiu.

- Geothlypis aequinoctialis chiriquensis, el “Chiriqui de garganta amarilla”, habita en Panamá occidental y Costa Rica. Se trata de otra forma pequeña, pero el macho posee la máscara negra más amplia de todas las especies, ya que se extiende hasta la parte frontal de la cabeza. El canto es similar al del auriculata, pero repetido muchas veces, haciéndose más rápido, agudo y débil antes de un floreo final y puede realizarse en vuelo.

Es probable que la distribución de esta especie fuera antiguamente continua, quizás durante el clima más fresco de la última edad de hielo, pero en la actualidad las poblaciones se hallan separadas por la selva húmeda de la Cuenca del Amazonas y Panamá Oriental. La forma representativa del Chiriqui en las tierras altas de Costa Rica y Panamá occidental se halla separada de sus parientes del este por la Cordillera de los Andes.